# Association of Polar Early Career Scientists
L'Association of Polar Early Career Scientists (APECS) è un'associazione mondiale focalizzata alla formazione iniziale di scienziati (studenti universitari e laureati, dottorandi e docenti a inizio carriera) interessati alle problematiche delle regioni polari e della criosfera in generale.
La sua missione è quella di elevare il profilo degli scienziati polari fornendo un continuum di leadership focalizzato sia a livello internazionale che interdisciplinare e di stimolare progetti collaborativi. Diversi paesi (Australia, Brasile, Bulgaria, Canada, Cile, Danimarca, Francia, Germania, India, Italia, Norvegia, Polonia, Portogallo, Russia, Sudafrica, Svezia, Regno Unito e Stati Uniti) hanno collaborato con APECS, concentrandosi sui bisogni e sulle idee degli studiosi sul territorio. APECS è un progetto approvato per l'Anno polare internazionale (IPY).